# Autódromo Internacional de Curitiba
L'Autódromo Internacional de Curitiba (circuit international de Curitiba), également appelé circuito Raul Boesel, est un circuit de sports mécaniques situé à Pinhais, en banlieue de Curitiba, au Brésil.
Le circuit est situé à proximité de rivières et non loin de l'aéroport de Curitiba.
En 2021, après plusieurs tentatives infructueuses, le site de la course a été vendu à des investisseurs pour y construire des bâtiments résidentiels et commerciaux, ainsi que des installations de loisirs. La démolition de l’usine a commencé en 2022. 

## Tracé
La piste est à l'origine un ovale de 2 550 mètres disposant également d'un tracé routier. Le circuit ovale est un tri-ovale déformé en raison de la suppression du premier virage, remplacé par une chicane.
Le tracé routier emprunte une partie de l'ovale et comprend une portion supplémentaire à l'intérieur (infield). Presque toutes les courses sont désormais organisées sur ce tracé de 3 695 mètres.

## Événements
Le circuit accueille des épreuves nationales telles que le stock-car, des courses de camions, la Porsche GT3 Cup Brasil (pt), le championnat brésilien de F3, du Superbike, etc.
La manche brésilienne du Championnat du monde des voitures de tourisme (avec ses courses supports tels que l'Auto GP) s'y est disputée jusqu'en 2012, la Formule 3 sudaméricaine jusqu'en 2013.

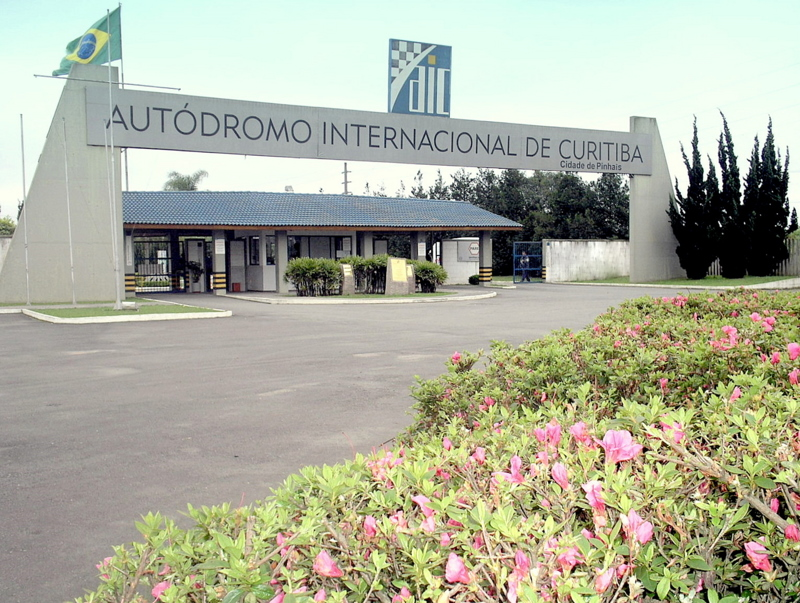
Entrée du circuit.